# UTC-2:30
UTC-2:30 е часово отместване използвано единствено в Канада.

## Като лятно часово време
- Канада
  - Нюфаундленд
  - Лабрадор – югоизточните части